# Цимбалист, Стефани
Стефани Цимбалист (англ. Stephanie Zimbalist, род. 8 октября 1956) — американская актриса, номинант на премию «Золотой глобус» в 1991 году.

## Жизнь и карьера
Стефани Цимбалист родилась в Нью-Йорке в семье Лодонны Стефани и Ефрема Цимбалиста-младшего. Она является внучкой скрипача Ефрема Цимбалиста и оперной певицы Алмы Глюк. Сразу после рождения она с семьей переехала в Лос-Анджелес, где и получила образование, после чего поступила в Джульярдскую школу. Вскоре после обучения актёрскому мастерству Цимбалист дебютировала на телевидении сразу в нескольких телефильмах, а после была заметна в сериалах «Лодка любви» и «Семья».
В 1980 году Цимбалист сыграла одну из главных ролей в кинофильме «Воскрешение из мёртвых», за что номинировалась на премию «Сатурн». Это было её единственным, вплоть до 2000 года, появлением на большом экране. Цимбалист, пожалуй, наиболее известна благодаря своей роли стильного сыщика Лоры Холт в длительном детективном телесериале «Ремингтон Стил», где она снималась с 1982 по 1987 год.
На протяжении всей своей карьеры Стефани Цимбалист играла главные роли в различных сделанных для телевидения фильмах. Её наиболее успешная роль была в отмеченном премией «Эмми» телефильме 1990 года «Кэролайн?», где Цимбалист сыграла заглавную роль и номинировалась за неё на премию «Золотой глобус» за лучшую женскую роль — мини-сериал или телефильм.